# HD 153261
HD 153261 è una stella di magnitudine 6,26 situata nella costellazione dell'Altare. Dista 2281 anni luce dal sistema solare.

## Osservazione
Si tratta di una stella situata nell'emisfero celeste australe. La sua posizione è fortemente australe e ciò comporta che la stella sia osservabile prevalentemente dall'emisfero sud, dove si presenta circumpolare anche da gran parte delle regioni temperate; dall'emisfero nord la sua visibilità è invece limitata alle regioni temperate inferiori e alla fascia tropicale. Essendo di magnitudine pari a 6,3, non è osservabile ad occhio nudo; per poterla scorgere è sufficiente comunque anche un binocolo di piccole dimensioni, a patto di avere a disposizione un cielo buio.
Il periodo migliore per la sua osservazione nel cielo serale ricade nei mesi compresi fra maggio e settembre; nell'emisfero sud è visibile anche per gran parte della primavera, grazie alla declinazione boreale della stella, mentre nell'emisfero sud può essere osservata limitatamente durante i mesi estivi boreali.

## Caratteristiche fisiche
La stella è una subgigante blu; possiede una magnitudine assoluta di -2,96 e la sua velocità radiale negativa indica che la stella si sta avvicinando al sistema solare. Si tratta di una stella variabile, con la magnitudine che varia da 6,11 a 6,24.